# Sonja Kireta
Sonja Kireta, née le 21 octobre 1976 à Zagreb, est une joueuse croate de basket-ball, évoluant au poste de pivot.

## Clubs
- Hrvatski Dragovoljac  Croatie
- BC Montmontza Zagreb  Croatie
- Botaş Spor Club Adana ( Turquie)
- 2004 : Aix-en-Provence ( France)
- 2004-2005 : Ros Casares Valencia ( Espagne)
- 2005-2006 : US Valenciennes Olympic ( France)
- 2006-2008 : CJM Bourges Basket ( France)
- 2008-2010 : USK Prague ( République tchèque)
- 2011-2011 : Nantes-Rezé Basket 44 ( France)
- 2011-2012 : Salamanque ( Espagne)

## Palmarès
Sélection nationale
- Championnat d'Europe
  - Participation au championnat d'Europe 2007 en Italie
  - Participation au Championnat d'Europe 1999 en Pologne
  - Participation au Championnat d'Europe 1995 en République tchèque

Club
- Championne de France : 2008